# 이동도법
이동도법은 조표에 올림표(♯, 샵)나 내림표(♭, 플랫)가 붙으면, 다시 말해 다장조나 가단조가 아니면 그 조의 으뜸음을 '도'로 읽는 것을 말한다.
다만 단조의 경우에는 그 조의 으뜸음을 ‘라’로 읽는다

## 으뜸음 찾는 방법
올림표는 '파도솔레라미시', 내림표는 '시미라레솔도파' 순서대로 조표를 붙인다.
올림표 장조의 경우 마지막에 붙은 샾의 자리에서부터 2도 위(예:파,도,솔에 샾이 붙은경우 마지막에붙은 '솔'의 자리로부터 2도 위인 '라')의 음이 으뜸음이고, 내림표 장조의 경우 마지막에 붙은 플랫의 자리에서부터 4도 아래의 음이 으뜸음이 된다.

## 같이 보기
- 고정도법